# Benito Adán Méndez Bracamonte
Benito Adán Méndez Bracamonte (ur. 3 grudnia 1962 w Mene Grande) – wenezuelski duchowny rzymskokatolicki, od 2015 ordynariusz polowy Wenezueli.

## Życiorys
Święcenia kapłańskie przyjął 26 lipca 1990 i został inkardynowany do diecezji Trujillo. Był m.in. wicerektorem seminarium, redaktorem naczelnym diecezjalnego czasopisma oraz proboszczem kilku parafii. W 2001 rozpoczął pracę w ordynariacie polowym. Pełnił tam funkcje kapelana wojskowego, przełożonego wychowawców w seminarium oraz wikariusza generalnego ordynariatu. W 2014 mianowany jego administratorem.
8 czerwca 2015 papież Franciszek mianował go zwierzchnikiem ordynariatu polowego. Święceń biskupich udzielił mu 10 lipca 2015 kard. Jorge Liberato Urosa Savino.